# 浙北大厦
浙北大厦是位于中國浙江省湖州市市中心的一個商場，主楼18层，副楼14层，裙楼5层。浙北大厦购物广场、浙北大厦超市、浙北大厦家电广场、浙北大酒店均是浙北大廈的一部分。商場經營主體又叫浙北大厦集团。

## 歷史
1984年9月，湖州市供销综合贸易中心成立。1988年底。浙北大廈竣工开业，當時主楼14层、裙楼2层建成，同時贸易中心名称保留，即两块牌子，一套班子。1997年春节，浙北大厦二期工程竣工开业，當時主楼加高到18层，裙楼加高到5层。2005年底，浙北大厦新购物中心开张。